# Шкарпетин, Владимир Георгиевич
Влади́мир Гео́ргиевич Шкарпе́тин (р. 31 мая 1935) — советский и российский архитектор. Лауреат Государственной премии РСФСР в области архитектуры (1980, за архитектуру микрорайона № 40а в Обнинске). Заслуженный архитектор Российской Федерации (1994). Один из самых влиятельных архитекторов Обнинска с 1970-х годов.

## Биография
Родился 31 мая 1935 года.
Окончил архитектурное отделение Алма-Атинского строительного техникума, затем кафедру архитектуры Усть-Каменогорского строительно-дорожного института.
Сам Шкарпетин делит свою архитектурную деятельность на 3 этапа (практически вся она связана с Обнинском):
1972—1986. Работал заместителем начальника 618-го отдела Ленинградского проектного института. В этот период были сделаны проекты в Обнинске: Дом культуры ФЭИ, Дом учёных, дома на проспекте Маркса и др. Также был сделан проект застройки микрорайона 40а, получивший в 1980 году Государственную премию РСФСР.
1986—1990. Разрабатывал проекты, связанные с реконструкцией, ремонтом и благоустройством объектов для ФЭИ. Значительная часть проектов не была реализована. Сформировал костяк будущей собственной творческой мастерской, в которую вошли Ольга Ашварина, Ольга Лапина, Галина Беспалова.
1990 — по настоящее время. Разрабатывал нестандартные решения, индивидуальные проекты. Опробовал новые подходы к ведению бизнеса и к архитектуре. Было много как реализованных, так и не реализованных проектов.

## Архитектурные проекты

### Обнинск
- Здание и интерьеры Дома научно-технической пропаганды
- Микрорайон 40А
- Жилые дома по улице Маркса
- Реконструкция Дома культуры ФЭИ
- Реконструкция бульваров по улице Мира, улице Жолио-Кюри, улице Победы
- Реконструкция бульвара имени Г. К. Жукова
- Жилые дома по улице Звёздной
- Микрорайон 51А
- Торговая улица Маркса
- Жилые дома по улице Калужская
- Проект планировки жилого района «Заовражье»
- Фитнес-комплекс «Окридж»[2].

### Малоярославец
- Микрорайон «Маклино»[2].

## Выставки

### Персональные выставки
- 2011 — «Творческий путь». Обнинск, Музей истории города Обнинска (11—30 января 2011 года)[2][3]

## Награды и звания
- Государственная премия РСФСР в области архитектуры (1980) — за архитектуру микрорайона № 40 а в Обнинске Калужской области
- заслуженный архитектор РФ (1994)
- премия губернатора Калужской области имени В. И. Баженова в сфере архитектуры и градостроительства (2012, за реализацию проекта «Комплекс жилой застройки по улице Звёздной и реконструкция торговой улицы Карла Маркса в Обнинске»)[4][5]

### Интервью
- Белич Рената. Владимиp Шкapпетин: «Apxитектypa oтpaжaeт псиxoлогию, культypy и настpoeниe свoeгo вpeмени!» // Вы и мы. — 21 января 2011 года.
- Не только комфортное жильё, но и комфортная жизнь! // Обнинский вестник. — 27 апреля 2012 года.

### Статьи
- Заовражье должно стать самым современным районом Обнинска // НГ-регион. — 21 августа 2007 года.
- Новый микрорайон в Обнинске // Новый город. — 19 января 2010 года. Архивировано 17 октября 2013 года.
- Жителям Обнинска представили проект «Заовражье» // Kalugahouse.ru. — 21 января 2010 года.
- Выставка Владимира Георгиевича Шкарпетина в Музее истории города // Администрация города Обнинска. — 13 января 2011 года.
- Беляева Марина. Архиважная тема // Новая среда +. — 18 января 2011 года.
- Новый район Борисоглебский // Saymineral.com. — 28 февраля 2012 года. Архивировано 26 октября 2013 года.
- «Лира» «Нового города» // Saymineral.com. — 2 марта 2012 года. Архивировано 26 октября 2013 года.
- Обнинского архитектора наградили // Obninsk.Name. — 18 февраля 2013 года.